# Арзуманян, Роберт Норайрович
Ро́берт Нора́йрович Арзуманя́н (арм. Ռոբերտ Նորայրի Արզումանյան; род. 24 июля 1985[…], Ереван) — армянский футболист, защитник; тренер. Выступал за сборную Армении.
Своими сильными сторонами отмечает быстроту и умение играть низом.

## Клубная карьера

### «Пюник»
С юных лет начал выступать за молодёжную команду «Пюника». С каждым годом Роберт совершенствовался. Завоевав доверие к себе в игре, Роберт стал незаменимым игроком. В 2005 году последовал перевод в основную команду. Играя с ветеранами клуба, он не затерялся, а наоборот, заиграл в большую силу. Результаты экспертов не заставили себя ждать. Итоги чемпионата 2005 года выявили лучшего игрока впервые принявшим участие в Премьер-лиге, коим и оказался Роберт Арзуманян.

### «Раннерс»
Удачные выступления в последующих сезонах обратили на себя внимание зарубежных селекционеров. 17 января 2008 года Роберт подписал контракт на 1 год с датским клубом «Раннерс». После сезона 2008/09 стал одним из основных игроков команды. 29 августа 2008 года Роберт продлил контракт «Раннерсом» на 4 года. В сезоне 2009/10 стал реже появляться на поле, не входя в тренерские идеи нового главного тренера. А спустя сезон, после удачно проведённых игр в составе сборной на ОЧЕ-2012, по прибытии в клуб выяснилось, что тренерский штаб перевёл Арзуманяна в дубль. Причина этого решения, скорее всего, заключается в том, что Роберт и его агент высказались о вероятном переходе в зимнее трансферное окно в какой-либо другой европейский клуб.

### «Ягеллония»
В январе 2011 года появилась информация о заинтересованности услугами футболиста вроцлавского «Слёнска», где Арзуманян прошёл просмотр. Хорошо проявив себя во время учебно-тренировочного сбора команды, Роберт, однако, не стал игроком клуба. Причиной неподписания контракта стали комиссионные, которые потребовал агент Арзуманяна Роберт Килданович. Руководство «Слёнска» в итоге решило не подписывать контракт с игроком. В конце концов Арзуманян подписал контракт «Ягеллонией» из Белостока.
Вскоре из-за смены главного тренера и травм Роберт перестал попадать в заявку на матч. Также главный тренер «Ягеллонии» не видел его в команде и посоветовал сменить клуб.

### «СКА-Энергия»
23 июля приехал в Саранск для просмотра в местной «Мордовии». 26 июля вместе с командой отправился в Краснодар, а обратно в Саранск не полетел. Некоторыми днями позже главный тренер «Мордовии» объяснил отказ от услуг Арзуманяна тем, что слишком мало времени было для того, чтобы увидеть весь потенциал. А учитывая, что сезон уже был начат и игроки тренировались в специфичном режиме, который отличался от тренировок на сборах. Тем не менее, Арзуманян оставил положительное впечатление. В августе 2012 года был отдан в аренду в СКА-Энергию. В дебютном матче в кубке России против пермского Амкара забил гол, тем самым СКА победили 2:1.

### «Актобе»
В феврале 2013 перешёл в титулованный казахстанский клуб «Актобе» из одноимённого города, подписав контракт на 2 года. В первый же сезон выступлений за «Актобе» стал чемпионом Казахстана и дошёл с командой до раунда плей-офф Лиги Европы.

### «Амкар»
В июле 2014 года Были обговорены условия его перехода в пермский «Амкар». Официальное соглашение было подписано в декабре после истечения его контракта. Соглашение рассчитано на 2,5 года. «Роберт Арзуманян уходит в „Амкар“, с которым он заключил трудовое соглашение на 2,5 года», — приводит слова агента игрока Тиграна Мкртчяна sports.kz. Однако за год армянский футболист сыграл за «Амкар» всего в 13 матчах. Поэтому для сохранения игровой практики в феврале 2016 года «Амкар» отправил Арзуманяна в аренду до конца года в карагандинский «Шахтёр».

## Карьера в сборной
Впервые в составе сборной Армении Арзуманян вышел в товарищеском матче против Кувейта 18 марта 2005 года. Свой первый гол на международной арене забил в отборочном матче чемпионата Европы 2008 года против Казахстана. Произошло это 2 июня 2007 года. На 31-й минуте Арзуманян распечатал ворота, защищаемые Давидом Лория.
7 марта 2016 года объявил о завершении карьеры в сборной.

## Голы за сборную
| # | Дата            | Место     | Противник  | Счёт | Результат | Соревнование |
| - | --------------- | --------- | ---------- | ---- | --------- | ------------ |
| 1 | 2 июня 2007     | Казахстан | Казахстан  | 2:1  | Победа    | ОЧЕ-2008     |
| 2 | 22 августа 2007 | Армения   | Португалия | 1:1  | Ничья     | ОЧЕ-2008     |
| 3 | 8 сентября 2007 | Кипр      | Кипр       | 1:3  | Поражение | ТМ           |
| 4 | 10 октября 2009 | Испания   | Испания    | 1:2  | Поражение | ОЧМ-2010     |
| 5 | 11 октября 2014 | Армения   | Сербия     | 1:1  | Ничья     | ОЧЕ-2016     |

## Достижения
- «Пюник»
- командные:
  - Чемпион Армении: 2003, 2004, 2005, 2006, 2007
  - Обладатель Кубка Армении: 2004
  - Финалист Кубка Армении: 2006
  - Обладатель Суперкубка Армении: 2004, 2005, 2007
  - Финалист Суперкубка Армении: 2003, 2006
- личные:
  - Лучший новичок: 2005
  - Лучший молодой защитник: 2005
- «Актобе»
  - Чемпион Казахстана: 2013
  - Обладатель Суперкубка Казахстана 2014